# イヴォ・フーガー
イヴォ・フーガー（Ivo Hoger、1982年9月17日 - ）は、チェコ出身のプロバスケットボール選手である。ポジションはセンター。背番号は75。225cm、125kg。bjリーグ歴代2位の長身を持つ。

## 来歴
オーストリアでプロデビューした後、欧州各国でプレーし、2011年2月にライジング福岡入団。

## 経歴
St.Polten（オーストリア） - Sparta Praha（チェコ） - CSKA（ブルガリア） - Akademic P.（ブルガリア） - Svendborg（デンマーク） - AEL（キプロス） - 福岡（2011年）